# هنري جورج دول
هنري جورج دول (بالفرنسية: Henri George Doll)‏ هو جيولوجي فرنسي، ولد في 13 أغسطس 1902، وتوفي في 25 يوليو 1991.